# Emma Pallant-Browne
Emma Pallant-Browne (* 4. Juni 1989 in Farnham als Emma Pallant) ist eine britische Ausdauerathletin und Triathletin. Sie ist Crosslauf-Europameisterin (2011), Duathlon-Weltmeisterin (2015, 2016, 2023) sowie mehrfache Triathlon- und vierfache Duathlon-Staatsmeisterin (2013–2017) und Aquathlon-Weltmeisterin (2017).

## Werdegang
Bei den Leichtathletik-Juniorenweltmeisterschaften belegte Pallant im Juli 2008 über 1500 Meter den dritten Rang. Im Dezember 2011 wurde sie Crosslauf-Europameisterin U23, nachdem sie hier im Vorjahr bereits den zweiten Rang belegen konnte. Über die „olympische Distanz“ (1,5 km Schwimmen, 40 km Radfahren und 10 km Laufen) gewann sie im August 2014 den London Triathlon.

### Weltmeisterin Duathlon 2015
Bei der Triathlon-Weltmeisterschafts-Rennserie 2015 belegte sie den 66. Rang und im Oktober wurde sie in Australien ITU-Duathlon-Weltmeisterin.
Im Juni 2016 konnte sie in Spanien den Titel der Duathlon-Weltmeisterin erfolgreich verteidigen. Auf der Triathlon-Mitteldistanz (1,9 km Schwimmen, 90 km Radfahren und 21,1 km Laufen) gewann sie im September den Ironman 70.3 Weymouth.

### Weltmeisterin Aquathlon 2017
Im August 2017 wurde die damals 28-Jährige in Kanada Weltmeisterin Aquathlon. Im September wurde sie Ironman 70.3 Vizeweltmeisterin.
Beim Ironman South Africa startet sie im April 2018 erstmals auf der Langdistanz (3,86 km Schwimmen, 180,2 km Radfahren und 42,195 km Laufen), konnte das Rennen jedoch nicht beenden. Im Ironman Austria 2018 qualifizierte sie sich mit einem dritten Platz für die Ironman Weltmeisterschaften auf Hawaii. Im Oktober startete sie beim Ironman Hawaii, konnte das Rennen aber nicht beenden.
2019 gewann Browne die Ironman 70.3 Rennen Pays d’Aix mit Streckenrekord, Vichy, Cascais und Lanzarote.
Im April 2021 gewann sie den Ironman 70.3 Florida und im August mit dem Ironman 70.3 Boulder ihr zwölftes Ironman-70.3-Rennen. Emma Browne startete am 28. August 2021 für das im Collins Cup der Professional Triathletes Organisation zusammengestellte Team Europe – zusammen mit Daniela Ryf, Holly Lawrence, Anne Haug, Lucy Charles-Barclay, Katharina Matthews, Jan Frodeno, Gustav Iden, Sebastian Kienle, Daniel Lund Bækkegård Patrick Lange und Joe Skipper. Mit der drittschnellsten Zeit der Frauen und dem Sieg ihrer Gruppe trug sie zum Sieg von Team Europe bei.
Mit dem Sieg beim Ironman 70.3 Kronborg-Elsinore krönte sich die 33-Jährige im Juni 2022 zur Siegerin der Ironman 70.3 European Championships.
Emma Pallant-Browne startet für das BMC Vifit Pro Triathlon Team. Sie lebt in Aldershot und wird betreut von Michelle Hayes (Duathlon-Weltmeisterin 2005).

### Privates
Seit Januar 2021 ist sie mit Jaryd Browne verheiratet und startet seitdem als Emma Pallant-Browne. Im März 2025 gab die 35-Jährige bekannt, dass sie ein Kind erwartet.

## Sportliche Erfolge
| Datum/Jahr    | Rang | Wettbewerb                           | Austragungsort         | Zeit     | Bemerkung                                                                       |
| ------------- | ---- | ------------------------------------ | ---------------------- | -------- | ------------------------------------------------------------------------------- |
| 21. März 2021 | 1    | RSA Triathlon National Championships | Maselspoort            | 02:01:06 |                                                                                 |
| 24. Nov. 2019 | 2    | Laguna Phuket Triathlon              | Phuket                 | 02:39:31 | [ 15 ]                                                                          |
| 10. Apr. 2016 | 1    | Triathlon de Portocolom              | Portocolom             |          | Siegerin auf der Kurzdistanz (500 m Schwimmen, 50 km Radfahren und 5 km Laufen) |
| 9. Aug. 2015  | 2    | GBR Triathlon National Championships | London                 | 02:01:23 | Nationale Triathlon-Vizemeisterin Elite                                         |
| 22. Nov. 2015 | 2    | Laguna Phuket Triathlon              | Phuket                 | 02:52:43 | 1,8 km Schwimmen, 55 km Radfahren und 12 km Laufen                              |
| 25. Apr. 2015 | 10   | ITU World Championship Series 2015   | Kapstadt               | 01:50:34 |                                                                                 |
| 7. März 2015  | 50   | ITU World Championship Series 2015   | Abu Dhabi              | 01:02:05 | beim ersten Rennen der Saison auf der Sprintdistanz                             |
| 12. Okt. 2014 | 31   | ITU Triathlon World Cup              | Cartagena              | 02:01:34 | hinter der Schweizer Siegerin Nicola Spirig                                     |
| 2. Aug. 2014  | 1    | London Triathlon                     | London                 |          |                                                                                 |
| 15. Juni 2014 | 1    | GBR Triathlon National Championships | Vereinigtes Konigreich | 02:03:43 |                                                                                 |
| 28. Juli 2013 | 3    | London Triathlon                     | London                 |          |                                                                                 |
| 13. Juli 2013 | 1    | GBR Triathlon National Championships | Vereinigtes Konigreich | 01:04:03 |                                                                                 |

| Datum/Jahr    | Rang | Wettbewerb                                                    | Austragungsort     | Zeit     | Bemerkung |
| ------------- | ---- | ------------------------------------------------------------- | ------------------ | -------- | --- |
| 28. Sep. 2024 | 10   | T100 Ibiza                                                    | Ibiza              | 03:40:18 | |
| 8. Juni 2024  | 5    | T100 Alcatraz                                                 | San Francisco      | 03:47:56 | im Rahmen des Escape from Alcatraz Triathlon (2 km Schwimmen, 80 km Radfahren und 18 km Laufen); hinter Taylor Knibb |
| 11. Mai 2024  | 1    | Ironman 70.3 Mallorca                                         | Alcúdia            | 04:14:21 | Streckenrekord |
| 6. Apr. 2024  | 2    | Ironman 70.3 California                                       | Oceanside          | 04:20:49 | |
| 19. Nov. 2023 | 1    | Ironman 70.3 Mossel Bay                                       | Mossel Bay         |          | |
| 16. Juli 2023 | 1    | Ironman 70.3 Swansea                                          | Swansea            | 04:27:33 | |
| 21. Mai 2023  | 1    | Ironman 70.3 Pays d’Aix France                                | Aix-en-Provence    | 04:17:30 | Streckenrekord |
| 6. Mai 2023   | 4    | PTO European Open                                             | Ibiza              | 03:42:19 | 2 km Schwimmen, 80 km Radfahren und 18 km Laufe                                                                      |
| 6. Nov. 2022  | 1    | Ironman 70.3 Mossel Bay                                       | Mossel Bay         |          | |
| 26. Juni 2022 | 1    | Ironman 70.3 European Championships                           | Helsingør          | 04:07:07 | Siegerin der Ironman 70.3 European Championships beim Ironman 70.3 Kronborg-Elsinore                                 |
| 22. Mai 2022  | 2    | Challenge World Championship                                  | Šamorín            |          | „The Championship“                                                                                                   |
| 7. Mai 2022   | 1    | Ironman 70.3 Mallorca                                         | Alcúdia            | 04:25:36 | |
| 1. Mai 2022   | 1    | Challenge Riccione                                            | Riccione           | 03:56:50 | Streckenrekord |
| 30. Okt. 2021 | 2    | Ironman 70.3 California                                       | Oceanside          | 04:16:16 | |
| 18. Sep. 2021 | 5    | Ironman 70.3 World Championships                              | St. George         | 04:12:11 | |
| 28. Aug. 2021 | 3    | Collins Cup                                                   | Šamorín            | 03:34:36 | 2 km Schwimmen, 80 km Radfahren und 18 km Laufen                                                                     |
| 7. Aug. 2021  | 1    | Ironman 70.3 Boulder                                          | Boulder (Colorado) | 03:59:54 | |
| 27. Juni 2021 | 1    | Rev3 Williamsburg                                             | Williamsburg       | 04:08:14 | auf der Mitteldistanz                                                                                                |
| 20. Juni 2021 | 2    | Ironman 70.3 Des Moines                                       | Des Moines         | 02:55:25 | Start des Rennens wegen Unwetters mehrfach verschoben. Daher Kürzung der Radstrecke auf 45 km.                       |
| 1. Mai 2021   | 3    | Ironman 70.3 St. George                                       | St. George         | 04:11:02 | |
| 18. Apr. 2021 | 1    | Ironman 70.3 Florida                                          | Haines City        | 04:18:47 | |
| 6. Dez. 2020  | 12   | PTO Professional Triathletes Organisation World Championships | Daytona Beach      | 03:35:47 | PTO-Weltmeisterschaft (2 km Schwimmen, 80 km Radfahren und 18 km Laufen)                                             |
| 15. Nov. 2020 | 1    | People´s Triathlon                                            | Port Elizabeth     | 04:12:35 | 2 km Schwimmen, 90 km Radfahren und 21 km Laufen                                                                     |
| 26. Jan. 2020 | 2    | Ironman 70.3 South Africa                                     | East London        | 04:36:08 | |
| 10. Nov. 2019 | 1    | Challenge Cape Town                                           | Kapstadt           | 04:14:51 | |
| 5. Okt. 2019  | 1    | Ironman 70.3 Cascais                                          | Cascais            | 04:18:21 | |
| 29. Sep. 2019 | 1    | Ironman 70.3 Lanzarote                                        | Lanzarote          | 04:08:14 | |
| 7. Sep. 2019  | 9    | Ironman 70.3 World Championships                              | Nizza              | 04:34:26 | drittbeste Britin bei der Weltmeisterschaft                                                                          |
| 24. Aug. 2019 | 1    | Ironman 70.3 Vichy                                            | Vichy              | 04:25:18 | |
| 30. Juni 2019 | 2    | Challenge Walchsee-Kaiserwinkl                                | Walchsee           |          | |
| 12. Mai 2019  | 1    | Ironman 70.3 Pays d’Aix France                                | Aix-en-Provence    | 04:19:56 | Streckenrekord |
| 27. Apr. 2019 | 1    | Challenge Gran Canaria                                        | Mogán              | 04:36:07 | [ 20 ] |
| 7. Apr. 2019  | 3    | Challenge Salou                                               | Cataluña           | 04:20:04 | [ 21 ] |
| 1. Sep. 2018  | 9    | Ironman 70.3 World Championships                              | Port Elizabeth     | 04:15:53 | |
| 19. Aug. 2018 | 1    | Ironman 70.3 Dún Laoghaire                                    | Dún Laoghaire      | 04:48:02 | |
| 10. Juni 2018 | 1    | Ironman 70.3 Staffordshire                                    | Staffordshire      |          | |
| 3. Juni 2018  | 4    | Challenge – The Championship                                  | Šamorín            | 04:12:50 | Challenge World Championships; hinter Lucy Charles                                                                   |
| 20. Mai 2018  | 1    | Ironman 70.3 Barcelona                                        | Barcelona          | 04:32:54 | |
| 28. Jan. 2018 | 2    | Ironman 70.3 South Africa                                     | East London        | 04:34:21 | |
| 25. Nov. 2017 | 4    | Ironman 70.3 Bahrain                                          | Manama             | 04:06:14 | |
| 9. Sep. 2017  | 2    | Ironman 70.3 World Championships                              | Chattanooga        | 04:18:38 | Vizeweltmeisterin |
| 2. Juli 2017  | 1    | Ironman 70.3 Edinburgh                                        | Edinburgh          | 04:23:17 | Siegerin bei der Erstaustragung                                                                                      |
| 21. Mai 2017  | 1    | Ironman 70.3 Barcelona                                        | Barcelona          | 04:40:03 | |
| 13. Mai 2017  | 2    | Ironman 70.3 Mallorca                                         | Alcúdia            | 04:26:51 | |
| 22. Apr. 2017 | 1    | Challenge Gran Canaria                                        | Mogán              | 04:35:15 | |
| 27. Jan. 2017 | 4    | Ironman 70.3 Dubai                                            | Dubai              | 04:07:05 | |
| 10. Dez. 2016 | 2    | Ironman 70.3 Bahrain                                          | Manama             | 04:12:25 | drittes Rennen der „Challenge Triple-Crown-Serie“                                                                    |
| 11. Sep. 2016 | 1    | Ironman 70.3 Weymouth                                         | Weymouth           | 04:40:16 | |
| 28. Aug. 2016 | 3    | Ironman 70.3 Zell am See-Kaprun                               | Zell am See        | 04:38:17 | |
| 30. Juli 2016 | 2    | Ironman 70.3 Budapest                                         | Budapest           | 04:09:31 | |
| 7. Mai 2016   | 3    | Ironman 70.3 Mallorca                                         | Alcúdia            | 04:40:58 | |

| Datum/Jahr    | Rang | Wettbewerb           | Austragungsort    | Zeit     | Bemerkung                            |
| ------------- | ---- | -------------------- | ----------------- | -------- | ------------------------------------ |
| 25. Mai 2019  | DNF  | Ironman Lanzarote    | Puerto del Carmen | –        |                                      |
| 13. Okt. 2018 | DNF  | Ironman Hawaii       | Hawaii            | –        | [ 23 ]                               |
| 1. Juli 2018  | 3    | Ironman Austria      | Klagenfurt        | 09:03:59 |                                      |
| 15. Apr. 2018 | DNF  | Ironman South Africa | Port Elizabeth    | –        | erster Start auf der Ironman-Distanz |

| Datum/Jahr    | Rang | Wettbewerb                                 | Austragungsort                | Zeit     | Bemerkung                                      |
| ------------- | ---- | ------------------------------------------ | ----------------------------- | -------- | ---------------------------------------------- |
| 29. Apr. 2023 | 1    | ITU Duathlon World Championships           | Ibiza                         | 00:57:50 | 5 km Laufen, 20 km Radfahren und 2,5 km Laufen |
| 19. Aug. 2017 | 3    | ITU Duathlon World Championships           | Penticton                     | 02:06:12 |                                                |
| 9. Apr. 2017  | 1    | GBR Sprint Duathlon National Championships | Bedford                       | 00:58:24 | zum vierten Mal in Folge Nationale Meisterin   |
| 4. Juni 2016  | 1    | ITU Duathlon World Championships           | Avilés                        | 01:56:45 | ITU Duathlon-Weltmeisterin                     |
| 3. Apr. 2016  | 1    | GBR Sprint Duathlon National Championships | Windsor                       | 01:02:57 | Nationale Meisterin                            |
| 17. Okt. 2015 | 1    | ITU Duathlon World Championships           | Adelaide                      | 01:58:21 | ITU Duathlon-Weltmeisterin                     |
| 29. März 2015 | 1    | GBR Sprint Duathlon National Championships | Corby                         | 00:37:07 | Nationale Meisterin                            |
| 30. März 2014 | 1    | GBR Sprint Duathlon National Championships | Rockingham (Northamptonshire) | 01:00:33 | Staatsmeisterin                                |

| Datum/Jahr    | Rang | Wettbewerb                                         | Austragungsort | Distanz | Zeit    | Bemerkung                                                                                                   |
| ------------- | ---- | -------------------------------------------------- | -------------- | ------- | ------- | --- |
| 11. Dez. 2011 | 1    | Crosslauf-Europameisterschaften 2011               | Velenje        | 6 km    | –       | Europameisterin in der U23-Teamwertung – zusammen mit Naomi Taschimowitz, Stephanie Twell und Hannah Walker |
| 11. Dez. 2011 | 1    | Crosslauf-Europameisterschaften 2011               | Velenje        | 6 km    | 19:57   | Crosslauf-Europameisterin U23                                                                               |
| 12. Dez. 2010 | 1    | Crosslauf-Europameisterschaften 2010               | Albufeira      | 6,07 km | –       | Europameisterin in der Teamwertung – zusammen mit Natalie Gray, Emily Pidgeon und Sarah Waldron             |
| 12. Dez. 2010 | 2    | Crosslauf-Europameisterschaften 2010               | Albufeira      | 6,07 km | 20:28   | Zweite in der Klasse U23-Frauen im Crosslauf                                                                |
| 2009          | 7    | Leichtathletik-Junioren-Europameisterschaften 2009 |                | 1500 m  |         | |
| Juli 2008     | 3    | Leichtathletik-Juniorenweltmeisterschaften 2008    | Bydgoszcz      | 1500 m  | 4:17,06 | |
| 2008          | 4    | Leichtathletik-Junioren-Europameisterschaften 2008 |                | 1500 m  |         | |
| 2007          | 4    | Leichtathletik-Junioren-Europameisterschaften 2007 |                | 1500 m  |         | |

| Datum/Jahr    | Rang | Wettbewerb                        | Austragungsort | Zeit     | Bemerkung               |
| ------------- | ---- | --------------------------------- | -------------- | -------- | ----------------------- |
| 25. Aug. 2017 | 1    | ITU Aquathlon World Championships | Penticton      | 00:34:30 | Aquathlon-Weltmeisterin |

(DNF – Did Not Finish)